# Distrito electoral federal 7 de Oaxaca
El Distrito electoral federal 7 de Oaxaca es uno de los 300 distritos electorales en los que se encuentra dividido el territorio de México para la elección de diputados federales y uno de los 10 en los que se divide el estado de Oaxaca. Su cabecera es Ciudad Ixtepec.
El distrito 7 de Oaxaca se encuentra en el este del territorio de la entidad, principalmente formado por municipios del istmo de Tehuantepec. Desde el proceso de distritación de 2017 lo conforman 24 municipios, que son: Asunción Ixtaltepec, El Barrio de la Soledad, Chahuites, El Espinal, Ciudad Ixtepec, Heroica Ciudad de Juchitán de Zaragoza, Matías Romero Avendaño, Reforma de Pineda, San Dionisio del Mar, San Francisco del Mar, San Francisco Ixhuatán, San Juan Guichicovi, San Juan Mazatlán, San Mateo del Mar, San Miguel Chimalapa, San Pedro Tapanatepec, Santa María Chimalapa, Santa María Petapa, Santa María Xadani, Santiago Niltepec, Santo Domingo Ingenio, Santo Domingo Petapa, Santo Domingo Zanatepec y Unión Hidalgo.

## Distritaciones anteriores

### Distritación 2005 - 2017
El Séptimo Distrito Electoral de Oaxaca estuvo se localizado hasta 2017 en la región del Istmo de Tehuantepec y abarcaba también zonas de las regiones Mixe y Sierra Norte; lo forman los municipios de Chahuites, El Espinal, Juchitán de Zaragoza, Matías Romero, Reforma de Pineda, San Dionisio del Mar, San Francisco del Mar, San Francisco Ixhuatán, San Juan Cotzocón, San Juan Guichicovi, San Juan Lalana, San Juan Mazatlán, San Miguel Chimalapa, San Pedro Tapanatepec, Santa María Chimalapa, Santa María Petapa, Santiago Choápam, Santiago Niltepec, Santiago Yaveo, Santo Domingo Ingenio, Santo Domingo Zanatepec y Unión Hidalgo.

### Distritación 1996 - 2005
Entre 1996 y 2005 el Séptimo Distrito se localizaba también en la misma zona del Istmo de Oaxaca y su cabecera era la misma ciudad de Juchitán de Zaragoza, no incluyendo la zona de la Sierra Mixe que lo integra en la actualidad, quedando fuera del distrito los municipios de San Juan Lalana, Santiago Yaveo, San Juan Cotzocón y San Juan Mazatlán, y estando dentro de él en cambio los de Asunción Ixtaltepec, El Barrio de la Soledad, Ciudad Ixtepec y Santa María Xadani.

## Diputados por el distrito
- XXXV Legislatura
  - (1932 - 1934): Rafael E. Melgar (PNR)
- XXXVI Legislatura
  - (1934 - 1937): Demetrio Bolaños Espinosa (PNR)
- XXXVII Legislatura
  - (1937 - 1940): Antolín Jiménez (PNR)
- XXXVIII Legislatura
  - (1940 - 1943): Adelaido Ojeda Caballero (PRM)
- XLV Legislatura
  - (1961 - 1964): Enrique Pacheco Álvarez (PRI)
- XLVI Legislatura
  - (1964 - 1967): Rodolfo Alavez Flores (PRI)
- XLVII Legislatura
  - (1967 - 1970): Manuel Hernández Hernández (PRI)
- XLVIII Legislatura
  - (1970 - 1973): Fernando Castillo Castillo (PRI)
- XLIX Legislatura
  - (1973 - 1976): José Murat (PRI)
- L Legislatura
  - (1976 - 1979): Zorayda Bernal Piña (PRI)
- LI Legislatura
  - (1979 - 1982): Aurelio Mora Contreras (PRI)
- LII Legislatura
  - (1982 - 1985):
- LIII Legislatura
  - (1985 - 1988):
- LIV Legislatura
  - (1988 - 1991):
- LV Legislatura
  - (1991 - 1994): Irma Piñeyro Arias (PRI)
- LVI Legislatura
  - (1994 - 1997): Francisco Bolaños Bolaños (PRD)
- LVII Legislatura
  - (1997 - 2000): Vicente Santiago de la Cruz (PRI)
- LVIII Legislatura
  - (2000 - 2003): Abel Trejo González (PRI)
- LIX Legislatura
  - (2003 - 2006): José Guzmán Santos (PRI)
- LX Legislatura
  - (2006 - 2008): Jorge Toledo Luis (PRI)
  - (2008 - 2009): Daniel Gurrión Matías (PRI)
- LXI Legislatura
  - (2009 - 2012): Emilio Mendoza Kaplan (PRI)
- LXII Legislatura
  - (2012 - 2015): Samuel Gurrión Matías (PRI)

## Resultados electorales

### 2009
|  | 11.15 % |

|  | 50.29 % |

|  | 11.52 % |

|  | 10.67 % |

|  | 3.55 % |

|  | 0.44 % |

|  | 8.98 % |

|  | 0.12 % |

|  | 3.30 % |

|  | 100.00 % |

### 2012
|  | 13.11 % |

|  | 38.89 % |

|  | 27.03 % |

|  | 1.72 % |

|  | 1.50 % |

|  | 0.03 % |

|  | 7.53 % |

|  | 100.00 % |